# Ivan Tzonov
Ivan Tzonov, född den 31 juli 1966 i Bulgarien, är en bulgarisk brottare som tog OS-silver i lätt flugviktsbrottning i fristilsklassen 1988 i Seoul. 